# ミュージック・パーティー
『ミュージック・パーティー』は、ニッポン放送で2011年4月4日から月曜日 - 木曜日の深夜24:58 - 25:00（火曜日 - 金曜日の未明0:58 - 1:00）に放送されているミニ番組。
後述する流れを含め、前番組である『ニッポン放送ミュージッククリップ』と大差はなく、実質ヘヴィー・ローテーション番組である。

## パーソナリティ
- 2011年4月（放送開始）から2016年3月までは月替わりでアーティストが担当。
- 新行市佳（ニッポン放送アナウンサー、2016年4月4日 - 2019年10月3日）
- 熊谷実帆（ニッポン放送アナウンサー、2019年10月7日 - 2020年7月30日）
- 前島花音（ニッポン放送アナウンサー、2020年8月3日 - 2021年9月30日）
- 真洋（歌手、元乃木坂46、2021年10月4日 - 2023年3月30日）[1]
- 佐藤優樹（歌手、元モーニング娘。、2023年4月3日 - 2024年3月28日）[2]
- 森戸知沙希（歌手、元モーニング娘。、元カントリー・ガールズ、2024年4月1日 - ）[3]

## 番組の流れ
新行以降前島までニッポン放送アナウンサーが担当した時期は、「ミュージック・パーティー、ニッポン放送アナウンサーの○○です」とタイトルコールとパーソナリティの自己紹介で始まり、音楽を流しながらその楽曲について紹介し、しばらく音楽を聴いてから最後に「このあともパーティーは終わらない」で終わる。前時間帯の『熊田茜音 アカネノ音』からステブレレスで始まり、本番組の本編終了後にクロスプログラムと時報CMを流して『オールナイトニッポン』に接続する。
真洋が担当して以降は、「ミュージック・パーティー」のタイトルコールに続いて音楽が流れ、「アーティストの真洋です」や「こんばんは、佐藤優樹です」とパーソナリティが自己紹介してから流れている楽曲の概要や逸話を紹介し、しばらく音楽を聴いてから最後に「このあともパーティーは終わらない」で終わる。前時間帯の『オールナイトニッポンX』からステブレレスで始まり、この番組の本編終了後に時報CMを流して『オールナイトニッポン』に接続する。